# Hallux rigidus
Hallux rigidus (tzw. paluch sztywny) – deformacja palucha polegająca na jego usztywnieniu w stawie podstawnym. Konsekwencją tego usztywnienia jest skrócenie ścięgien palucha i niemożność zginania go, a paliczek dalszy palucha ustawia się w pozycji retroflexus.
Choroba zaliczana jest do zmian zwyrodnieniowych, tzn. powstających na skutek przeciążeń i zużycia materiału stawowego. Do przeciążeń dochodzić może na skutek noszenia ciasnego obuwia, niedostatecznie amortyzującego lub na wysokim obcasie. Hallux rigidus może także być objawem neuropatii motorycznej. W takim wypadku objawom towarzyszyć może bolesność, stany zapalne, aż do zapalenia torebki stawowej.